# Самандар Хамракулов
Самандар Хамракулов (узб. Samandar Hamraqulov, 23 грудня 1978) — узбецький естрадний співак, актор, заслужений артист Узбекистану (2007). Самандар прославився в Узбекистані в 2002 році піснею "Sevgi fazosi". Вон співає[джерело?] як узбецькою, так і російською мовами.
Свою першу головну роль Самандар зіграв у фільмі "Chayon gul" 1999 року. Його роль у фільмі 2005 року "Yarim baxt" принесла Самандару ще більшу популярність. Після цих успіхів Самандар знявся в декількох фільмах.

## Біографія
Народився 23 грудня 1978 року в Намангані в сім'ї Рустама Хамрокулова. Він ходив до школи No2 імені Фаробі в Намангане. З 1996 по 2000 рік навчався на факультеті музичної драми Ташкентського державного інституту мистецтв. Головною причиною вступу Самандара у сферу мистецтва було те, що він народився в сім'ї співака. Співак найбільш відомий своєю піснею "Sevgi fazosi", яка є першим твором співака. Пізніше саундтрек "Sen o'zing" із "Muhabbat sinovlari" Рустама Садієва, знятий у 2002 році, став дуже популярним і став хітом. Співак також спробував свої сили в акторській грі і мав кілька успіхів. Самандар одружився 10 серпня 2007 року з Дільнозою Маматовою.

### Сім'я
- Батько, Хамраклов Рустамалі Ікромалієвич (1953-1989) — Лауреат ордена Леніна СРСР, заслужений артист Узбецької РСР[7].
- Мати, Юлдашева Мавлуда Мамадаліївна (1953) — філолог (викладач рідної мови та літератури вищої категорії).
- Брате, Хамракулов Іскандар Рустамалієвич (1977) — актор, комік[8].
- Сестра, Хамракулова Севара Рустамаліївна (1981) — актриса театру сатири.
- Дружина, Хамракулова (Маматова) Дільноза Алішерівна (1989) — філолог (викладач французької мови)[9].

## Дискографія

### Студійні альбоми
- "Sevgi fazosi" (2002)
- "Samandar tangosi" (2005)

## Фільмографія
Нижче в хронологічному порядку-упорядкований список фільмів в яких Самандар Хамракулов з'явився. 

### Фільми
| Рік  | Фільм              | Рол       | Джерело |
| ---- | ------------------ | --------- | ------- |
| 1999 | Chayon gul         |           |         |
| 2002 | Muhabbat sinovlari |           |         |
| 2003 | Taqdir             |           |         |
| 2004 | Muhabbatimsan      |           |         |
| 2005 | Yarim baxt         |           |         |
| 2007 | Yangi boy          | Кобільжон |         |
| 2008 | Zirabcha           |           |         |
| 2010 | Arzanda            | Джасур    |         |
| 2013 | Gumroxlar          |           |         |
| 2017 | Notanish yulduz    |           |         |

## Нагороди
- Переможець у номінації "Tarona Taqdimoti — 2002" - "Новинка року в музиці".
- Переможець "Nihol-2003".
- Переможець у номінації "Tarona Taqdimoti — 2004" - "Співак року".
- У 2007 році йому присвоєно звання «Заслужений артист Узбекистану».[1].